# Robert Ingersoll Aitken
Robert Ingersoll Aitken (San Francisco, 8 maggio 1878 – New York, 3 gennaio 1949) è stato uno scultore statunitense.
Si occupò specialmente di scultura monumentale; sua è la grande Vittoria, in onore della marina statunitense, a San Francisco.